# Pico do Goiapaba-Açu
Pedra do Goiapabaçu é um pico com 850 metros de altitude, na divisa dos municípios de Santa Teresa com Fundão, no estado brasileiro do Espírito Santo. Do topo do pico, é possível se avistar toda a encosta da Serra do Castelo até o mar.
É a principal atração do Parque Municipal do Goiapaba-Açu, no estado de Espírito Santo. Está localizada entre a região montanhosa e a baixada litorânea.